# Jerzy Plebański
Jerzy Franciszek Plebański Rosiński (Varsóvia, 7 de maio de 1928 — México, 24 de agosto de 2005) foi um físico teórico polonês.
Conhecido por seu trabalho sobre relatividade geral e supergravitação.